# Слободка (Тарутинский район)
Слободка (укр. Слобідка) — село, относится к Тарутинскому району Одесской области Украины. Протекает река Сака.
Население по переписи 2001 года составляло 289 человек. Почтовый индекс — 68521. Телефонный код — 4847. Занимает площадь 0,54 км². Код КОАТУУ — 5124783802.

## История
В 1945 году Указом ПВС УССР село Минчуна переименовано в Слободку.

## Местный совет
68521, Одесская область, Тарутинский р-н, с. Калачовка, ул. Ленина, 53